# Kate Beath
Katherine Christian (Kate) Beath (el seu cognom de casada era McDougall, 20 de desembre de 1882 – 29 de juny de 1979) va ser probablement la primera dona arquitecta a Nova Zelanda.

## Biografia
Beath va nàixer a Christchurch en 1882, i era filla de Marie Malcolm i George Low Beath, fundador dels grans magatzems de Christchurch Beath and Co. Era neboda de la feminista Kate Sheppard i bestia de l'arquitecte Peter Beaven.
Després d'acabar els seus estudis en 1904 en la Canterbury College School of Art en Christchurch, es va formar com a arquitecta amb Samuel Hurst Seager de 1904 a 1908. Es va casar amb Colin Barclay McDougall en 1915.